# The Savage Poetry
The Savage Poetry je čtvrté studiové album německé powermetalové hudební skupiny Edguy. Vydáno bylo 25. června 2000 vydavatelstvím AFM Records. Jedná se o znovu nahrané demo album Savage Poetry z roku 1995, ovšem s upravenými aranžemi a částečně i texty. Podle Sammeta zněla původní demo nahrávka spíše jako americký power metal, takže toto album chtěla skupina udělat více evropštější.

## Seznam skladeb
Všechny skladby napsal(i) Tobias Sammet, není-li uvedeno jinak. 
| Pořadí         | Název                | Autor               | Délka |
| -------------- | -------------------- | ------------------- | ----- |
| 1.             | Hallowed             |                     | 6:14  |
| 2.             | Misguiding Your Life |                     | 4:05  |
| 3.             | Key to My Fate       |                     | 4:34  |
| 4.             | Sands of Time        |                     | 4:40  |
| 5.             | Sacred Hell          |                     | 5:38  |
| 6.             | Eyes of the Tyrant   |                     | 10:01 |
| 7.             | Frozen Candle        | Sammet, Jens Ludwig | 7:15  |
| 8.             | Roses to No One      |                     | 5:43  |
| 9.             | Power and Majesty    | Sammet, Ludwig      | 4:53  |
| Celková délka: | Celková délka:       | Celková délka:      | 53:03 |

## Obsazení
- Tobias Sammet – zpěv, klávesy
- Jens Ludwig – hlavní kytara
- Dirk Sauer – rytmická kytara
- Tobias Exxel – baskytara
- Felix Bohnke – bicí

Hosté
- Ralf Zdiarstek, Markus Schmitt – doprovodný zpěv
- Frank Tischer – piano